# Bélgica en los Juegos Paralímpicos de Innsbruck 1984
Bélgica estuvo representada en los Juegos Paralímpicos de Innsbruck 1984 por tres deportistas masculinos. El equipo paralímpico belga no obtuvo ninguna medalla en estos Juegos.